# Белая Теляна
Белая Теляна — река в России, протекает по территории Пригородного района и ЗАТО Свободного Свердловской области. Устье реки находится в 226 км по правому берегу реки Тагил. Длина реки Белой Теляны составляет 12 км.

## Данные водного реестра
По данным государственного водного реестра России, Белая Теляна относится к Иртышскому бассейновому округу, речному бассейну Иртыша, речному подбассейну Тобола. Водохозяйственный участок — Тагил от города Нижнего Тагила и до устья.
Код объекта в государственном водном реестре — 14010501512111200005446.